# Конституционный (уставный) суд субъекта Российской Федерации

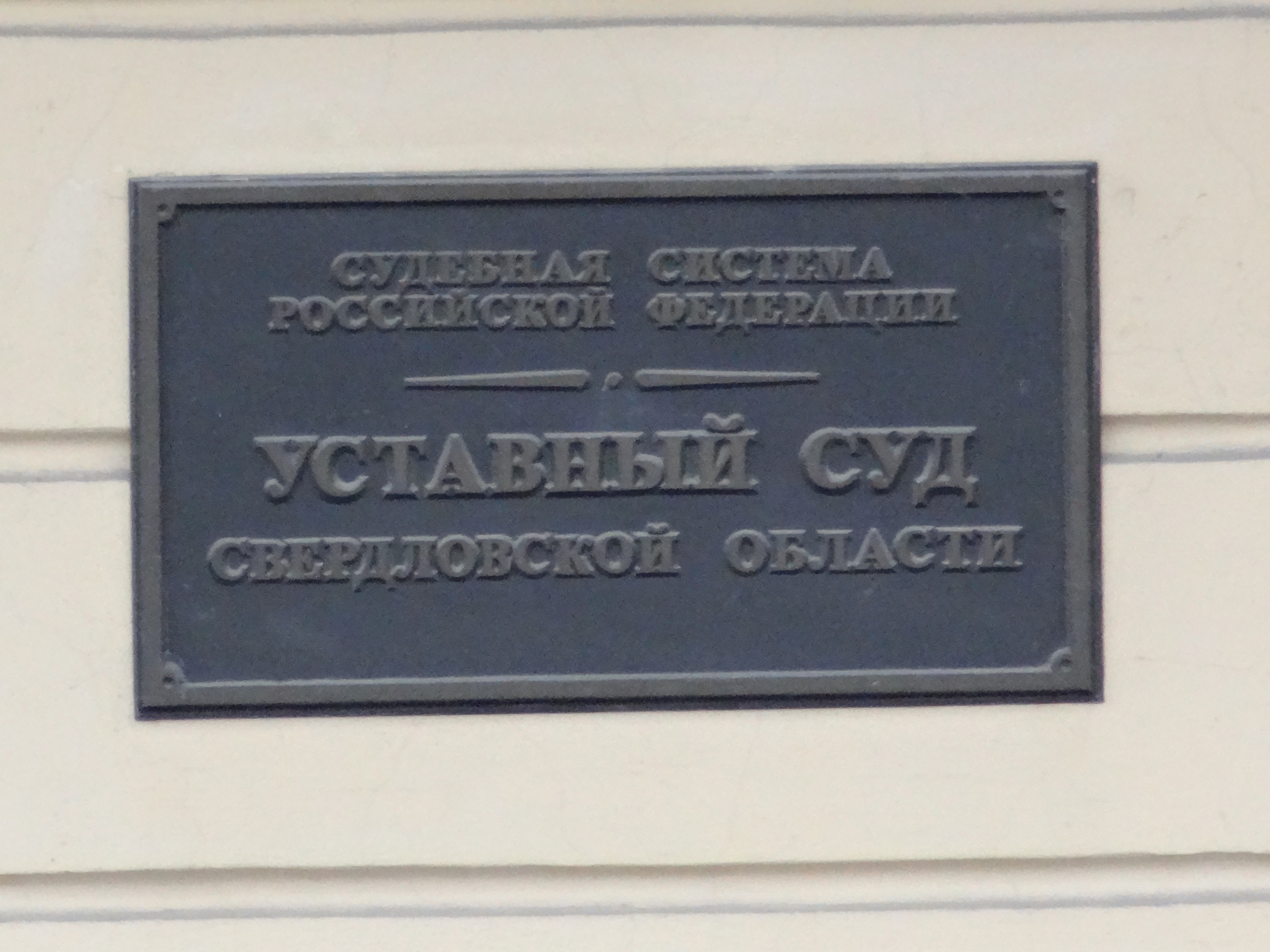
Табличка на здании Уставного суда Свердловской области. Екатеринбург, февраль 2019 года

Конституционный (уставный) суд субъекта Российской Федерации — существовавший в 1994—2020 годах специальный орган конституционного правосудия (контроля), предусмотренный законами большинства субъектов РФ. В России эти органы не осуществляли других судебных функций (в отличие от аналогичных органов в других странах). В большинстве субъектов Российской Федерации конституционные (уставные) суды либо никогда не создавались, либо были ликвидированы для экономии бюджетных средств. По состоянию на 2016 год конституционные (уставные) суды официально действовали в 16 субъектах Российской Федерации (в том числе в 13 республиках). Деятельность этих судебных органов финансировалась из бюджетов регионов, в которых они созданы. Количество решений, выносимых этими судами, было невелико. Например, за 2015 год два конституционных суда (в Туве и Чеченской Республике) не вынесли ни одного судебного решения. При этом в 2015 году на содержание Конституционного суда Чеченской республики было потрачено 35,4 млн руб., а на содержание Конституционного суда Республики Тыва бюджет израсходовал 27,2 млн руб. Формально конституционные (уставные) суды были независимы от властей регионов при вынесении решений. Однако фактически региональные власти имели право ликвидировать по своему усмотрению конституционные (уставные) суды. Например, в Челябинской области Уставный суд был упразднён в 2014 году после того, как отменил одно из решений областных властей. Кроме того, Конституционный суд Российской Федерации неоднократно отменял решения конституционных судов субъектов Российской Федерации. В декабре 2020 года президентом России был подписан федеральный конституционный закон, который предписал ликвидировать к 1 января 2023 года все конституционные (уставные) суды субъектов Российской Федерации.

## История
Закон СССР от 23 декабря 1989 года «О конституционном надзоре в СССР» установил, что конституционный надзор в СССР осуществляют Комитет конституционного надзора СССР и органы конституционного надзора союзных и автономных республик. В составе РСФСР был ряд автономных республик. В 1990 году в нескольких автономных республиках РСФСР возникли свои комитеты конституционного надзора. В 1992 году были сформированы и начали действовать конституционные суды в Дагестане, Якутии, Кабардино-Балкарии и Мордовии.
Федеральный конституционный закон от 31 декабря 1996 года «О судебной системе Российской Федерации» предусматривал создание не входящих в систему федеральных судов конституционных (уставных) судов субъектов Российской Федерации. В результате, в конституции (уставы) большинства субъектов Российской Федерации были включены нормы о создании конституционных (уставных) судов субъекта Российской Федерации. Однако в большинстве субъектов Российской Федерации не создавались конституционные (уставные) суды.
По состоянию на 2016 год возможность образования конституционных (уставных) судов предусмотрена конституциями и уставами 50 субъектов Российской Федерации. При этом по состоянию на 2016 год законы, регламентирующие деятельность таких судов, приняты только в 23 субъектах Российской Федерации. Фактически же в 2016 году эти суды действовали в 16 субъектах Российской Федерации.

## Правовая основа деятельности
Согласно ст. 27 Федерального конституционного закона от 31 декабря 1996 г. № 1-ФКЗ «О судебной системе Российской Федерации» конституционный (уставный) суд субъекта РФ

… может создаваться субъектом Российской Федерации для рассмотрения вопросов соответствия законов субъекта Российской Федерации, нормативных правовых актов органов государственной власти субъекта Российской Федерации, органов местного самоуправления субъекта Российской Федерации конституции (уставу) субъекта Российской Федерации, а также для толкования конституции (устава) субъекта Российской Федерации.
Финансирование конституционного (уставного) суда субъекта Российской Федерации производилось за счёт средств бюджета соответствующего субъекта Российской Федерации.
Конституционный (уставный) суд субъекта Российской Федерации рассматривал отнесённые к его компетенции вопросы в порядке, установленном законом субъекта Российской Федерации.
Решение конституционного (уставного) суда субъекта Российской Федерации, принятое в пределах его полномочий, не могло быть пересмотрено иным судом.

Конституционные (уставные) суды не образовывали, в отличие от судов общей юрисдикции и арбитражных судов, единой системы, возглавляемой каким-либо судебным органом. Конституционный Суд РФ не являлся судебной инстанцией в отношении конституционных (уставных) судов субъектов РФ. При этом конституционные (уставные) суды входили в судебную систему России, то есть на судей этих судов распространялись все гарантии и требования, предусмотренные Законом РФ от 26 июня 1992 г. № 3132-1 «О статусе судей в Российской Федерации», за исключением порядка назначения на должность и срока полномочий, которые регулировали законами субъектов РФ.

## Функции
У Конституционного (уставного) суда несколько функций:
- Проверка нормативно-правовых актов субъекта РФ;
- Толкование конституции (устава) субъекта РФ. Имеется тенденция к сокращению числа решений о толковании конституций (уставов) субъектов, связанная с тем, что законодательство после принятия конституции (устава) постепенно заполняется решениями (в том числе того же конституционного (уставного) суда) о толковании конституции (устава). Поэтому чем больше времени прошло с момента принятия Конституции (устава), тем меньше принимается решений о её толковании. Например, за 2011—2015 годы было принято только 10 постановлений о толковании конституций (уставов) субъектов РФ[5];
- Разрешение споров о компетенции между органами власти. В некоторых регионах конституционные (уставные) суды разрешают споры о компетенции между органами государственной власти субъекта РФ, между органами государственной власти субъекта РФ и органами местного самоуправления. Такие полномочия имеют конституционные суды 6 республик (Чечни, Адыгеи, Северной Осетии, Якутии, Татарстана, Кабардино-Балкарии)[6]. Этими полномочиями на практике пользовались крайне редко — до 2016 года по всей России были приняты только 7 постановлений и 1 заключение тремя судами[6];
- Проверка вопросов, выносимых на референдум. По состоянию на 2016 год это полномочие имелось только у конституционных судов Адыгеи, Чечни и Якутии[6]. На практике это право почти не используется — к 2016 году было по всей России принято только 2 постановления[6];
- Предварительный конституционный контроль проектов актов, изменяющих конституцию (устав) субъекта РФ. По состоянию на 2016 год это полномочие имелось только у конституционных судов Адыгеи и Якутии, а также у Уставного суда Калининградской области[6]. Это право использовалось редко. К 2016 году 5 заключений вынес Конституционный суд Республики Адыгея и 8 постановлений Уставной суд Калининградской области[6].

## Лица, органы и организации, имеющие право обращения в конституционный (уставный) суд субъекта РФ
Список субъектов, имеющих право обращаться в Конституционный (уставный) суд субъекта РФ зависит от субъекта РФ. К их числу относятся:
- Граждане, чьи права затронуты оспариваемым нормативно-правовым актом;
- Депутаты парламента соответствующего субъекта Российской Федерации;
- Суды общей юрисдикции — во всех субъектах РФ, где созданы конституционные (уставные) суды. Исключение — конституционные (уставные) суды Башкортостана, Карелии, Санкт-Петербурга и Калининградской области[7];
- Иные органы. Например, в Калининградской области обратиться в Уставный суд может (по состоянию на 2016 год) каждый депутат областной Думы, ассоциация муниципальных образований Калининградской области, группа депутатов органа местного самоуправления численностью не менее пяти человек, Нотариальная палата Калининградской области в связи с возникшим юридическим делом в нотариальной деятельности[8].

## Финансирование и «себестоимость» судебного решения
В 2015 году на деятельность 16 конституционных (уставных) судов было потрачено из бюджетов субъектов Российской Федерации 560,2 млн руб.. Всего эти судебные органы за 2015 год вынесли 44 постановления и 138 определений. Таким образом «средняя себестоимость» одного судебного решения суда субъекта Российской Федерации в 2015 году превысила 3 млн руб.

## Состав судов

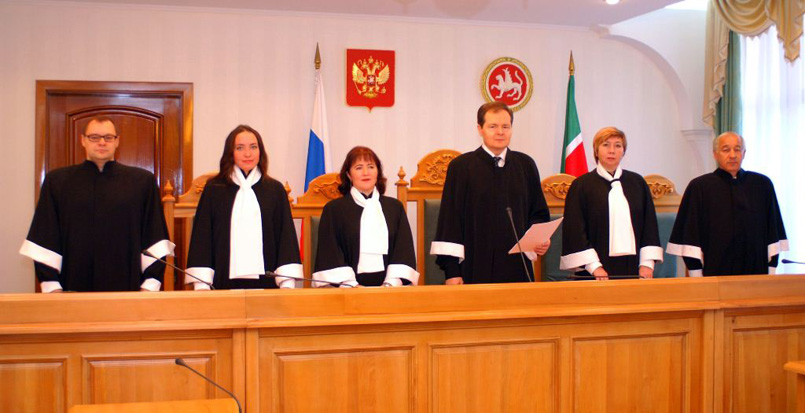
Состав Конституционного суда Республики Татарстан, октябрь 2010 года

### Требования к кандидатам на должности судей
Требования к кандидатам делятся на два уровня:
- Федеральные. Они едины для конституционных (уставных) судов всех субъектов Российской Федерации. Согласно закону «О статусе судей в Российской Федерации» кандидат на должность судьи конституционного (уставного) суда должен быть гражданином России, достигшим 25 лет, имеющим высшее юридическое образование, стаж работы по юридической профессии не менее 5 лет, не совершившим порочащих поступков и сдавшим квалификационный экзамен;
- Региональные. Они зависят от субъекта, в котором создан конституционный (уставный) суд. К ним относится предельный возраст судьи. В 8 субъектах он установлен в 65 лет, в остальных — 70 лет.

### Срок пребывания в должности судьи
Срок пребывания в должности судьи конституционного (уставного) суда зависит от региона:
- Бессрочно — Кабардино-Балкария, Карелия, Чечня, Коми, Дагестан;
- 5 лет — Северная Осетия- Алания, Тува, Бурятия, Калининградская область;
- 6 лет — Санкт-Петербург;
- 10 лет — Татарстан и Ингушетия;
- 12 лет — Башкортостан, Адыгея, Марий Эл и Свердловская область;
- 15 лет — Якутия.

Возможность назначения судьи на новый срок зависит от региона:
- Запрещено переназначение — Якутия, Адыгея, Татарстан, Санкт-Петербург, Свердловская область;
- Разрешен второй срок — Тува.

Конечно, в любом случае пребывание в должности судьи также ограничено предельным возрастом.

### Порядок назначения судей
Порядок назначения судей зависит от субъекта Российской Федерации. Кандидатура судьи конституционного (уставного) суда предлагается:
- Высшим должностным лицом субъекта федерации;
- Группой депутатов регионального парламента (Санкт-Петербург — 7 депутатов);
- Разными сторонами. В Адыгее треть судей предлагается высшим должностным лицом субъекта (главой республики), треть — законодательным органом субъекта федерации, а треть от Верховного суда Адыгеи
- Председатель парламента (Татарстан).
- Иные органы и организации (в некоторых случаях).

## Отменённые конституционными (уставными) судами нормативные акты
Большинство отменённых конституционными (уставными) судами субъектов Российской Федерации нормативно-правовых актов принято органами местного самоуправления. Например, Уставный суд Свердловской области за период с 1999 по 2016 годы отменил полностью или частично 62 нормативно-правовых акта:
- Приказы министерств Свердловской области — 0;
- Постановления Правительства Свердловской области — 9;
- Законы и кодексы Свердловской области — 5;
- Постановления областного парламента и его палат — 2;
- Соглашения между муниципальными и областными органами власти — 1;
- Муниципальные нормативно-правовые акты — 45.

## Действовавшие на начало 2020 года конституционные (уставные) суды
На октябрь 2018 года в субъектах Российской Федерации фактически функционировали 13 конституционных и 3 уставных суда.

### Уставные суды

#### Свердловская область

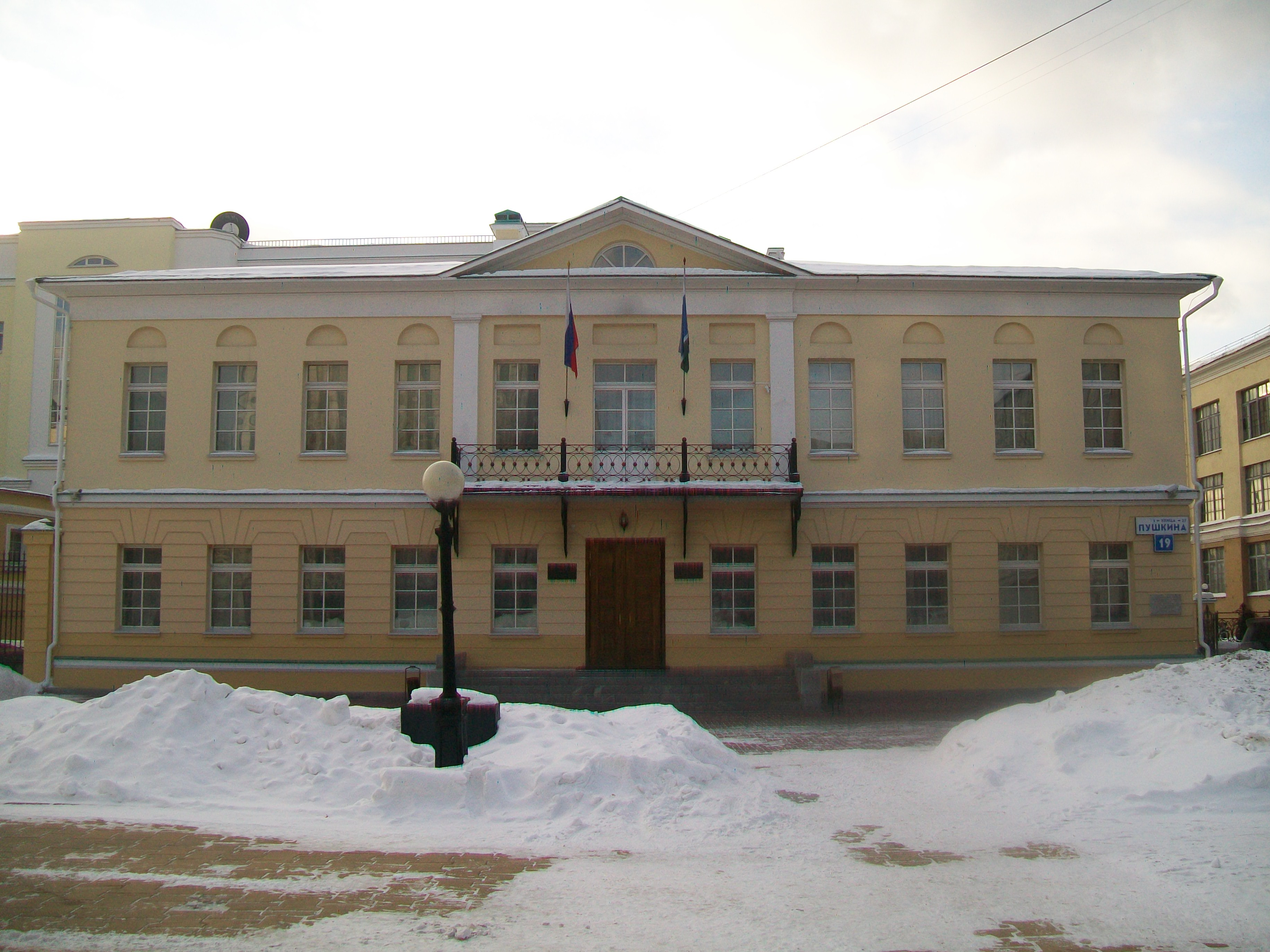
Здание Уставного суда Свердловской области. Екатеринбург, февраль 2017 года

Уставный Суд Свердловской области был создан в период с марта по май 1998 года и приступил к работе с июня 1998 года в соответствии со ст. 27 Федерального Закона «О судебной системе Российской Федерации», Уставом Свердловской области и Областным законом «Об Уставном Суде Свердловской области». Уставный Суд рассматривает вопросы соответствия законов Свердловской области и иных правовых актов, за исключением не нормативных (индивидуальных), принимаемых органами государственной власти Свердловской области, иными государственными органами Свердловской области, органами местного самоуправления муниципальных образований, расположенных на территории Свердловской области, Уставу Свердловской области, а также осуществляет толкование Устава Свердловской области. Постановления Уставного Суда Свердловской области публикуются в «Областной газете», Собрании законодательства Свердловской области и Вестнике Уставного Суда Свердловской области. На 2014 год в штате суда 21 человек: председатель суда, два его заместителя, двое судей, 4 советника и 12 сотрудников аппарата.
По состоянию на 1 марта 2016 года Уставный суд Свердловской области за весь период своей деятельности вынес 111 постановлений. На содержание суда в бюджете региона за 2015 год предусмотрено 50,1 млн руб..

#### Калининградская область
Уставный Суд Калининградской области является судебным органом государственной власти Калининградской области как субъекта
Российской Федерации. Уставный Суд входит в единую судебную систему Российской Федерации. Уставный Суд создан на основании
Федерального конституционного закона от 31 декабря 1996 года № 1-ФЗ «О судебной системе Российской Федерации», Устава (Основного
Закона) Калининградской области. Организация и порядок деятельности суда определяются областным законом от 2 октября 2000 года № 247
«Об Уставном Суде Калининградской области». Уставный Суд Калининградской области приступил к своей деятельности 25 апреля 2003 года. Уставный Суд состоит из трех судей, назначаемых на должность областной Думой. Срок полномочий судьи — 5 лет. Свои полномочия Уставный Суд области вправе осуществлять в составе не менее трех судей.
По состоянию на 1 марта 2016 года Уставный суд Калининградской области за весь период своей деятельности вынес 78 постановлений. На содержание суда в бюджете региона за 2015 год предусмотрено 19,6 млн руб..

#### Санкт-Петербург
Уставный суд Санкт-Петербурга был учреждён для рассмотрения вопросов о соответствии Уставу Санкт-Петербурга законов Санкт-Петербурга, нормативных правовых актов органов государственной власти Санкт-Петербурга, нормативных правовых актов органов местного самоуправления в Санкт-Петербурге, а также для толкования Устава Санкт-Петербурга. По состоянию на 1 марта 2016 года Уставный суд Санкт-Петербурга за весь период своей деятельности вынес 58 постановлений. На содержание суда в бюджете региона за 2015 год предусмотрено 90,5 млн руб..

### Конституционные суды
На 1 марта 2016 года конституционные суды существовали в 13 республиках, входящих в состав Российской Федерации. При этом в 2 из них (Чеченской Республике и Республике Тыве) в 2015 году конституционные суды не вынесли ни одного решения.

#### Республика Адыгея
Конституционный суд Республики Адыгея действует на основании ст. 97 Конституции Республики Адыгея и Закона Республики Адыгея от 17.06.1996 г. № 11 (ред. от 08.11.2006 г.) «О Конституционном суде Республики Адыгея».
До 2000 г. носил наименование Конституционной палаты Республики Адыгея.
Избирается Советом представителей Государственного Совета-Хасэ Республики Адыгея на основе равного представительства кандидатов от законодательной, представительной и судебной ветвей государственной власти сроком на 12 лет. Состоит из 3 судей.
По состоянию на 1 марта 2016 года Конституционный суд Республики Адыгея за весь период своей деятельности вынес 32 постановления. На содержание суда в бюджете региона за 2015 год предусмотрено 9,4 млн руб..

#### Республика Башкортостан
Конституционный Суд Республики Башкортостан действует на основании ст. 106 Конституции Республики Башкортостан и Закона Республики Башкортостан от 27.10.1992 г. № ВС-13/7 (ред. от 21.04.2008 г.) «О Конституционном суде Республики Башкортостан».
Судьи избираются на должность Государственным Собранием Республики Башкортостан по представлению Главы Республики Башкортостан сроком на 12 лет. Предельный возраст пребывания на должности судьи — 65 лет. Состоит из 5 судей.
По состоянию на 1 марта 2016 года Конституционный суд Республики Башкортостан за весь период своей деятельности вынес 32 постановления. На содержание суда в бюджете региона за 2015 год предусмотрено 24,4 млн руб..

#### Республика Дагестан
Конституционный Суд Республики Дагестан действует на основании ст. 93 Конституции Республики Дагестан и Закона Республики Дагестан от 02.02.2010 года № 8 «О Конституционном суде Республики Дагестан».
Судьи назначаются на должность Народным Собранием Республики Дагестан по Представлению Главы
Республики Дагестан на неограниченный срок. Предельный возраст пребывания в должности судьи — 70 лет. Состоит из 5 судей.
По состоянию на 1 марта 2016 года Конституционный суд Республики Дагестан за весь период своей деятельности вынес 24 постановления. На содержание суда в бюджете региона за 2015 год предусмотрено 22,0 млн руб..

#### Кабардино-Балкарская Республика
Конституционный суд Кабардино-Балкарской Республики действует на основании ст. 122 Конституции Кабардино-Балкарской Республики и Закона Кабардино-Балкарской республики от 12.12.1997 г. № 38-РЗ (ред. от 25.05.2007 г.) «О Конституционном суде Кабардино-Балкарской республики».
Судьи назначаются на должность Советом Республики Парламента Кабардино-Балкарской Республики по представлению Президента Кабардино-Балкарской Республики сроком на 10 лет. Состоит из 5 судей.
По состоянию на 1 марта 2016 года Конституционный суд Кабардино-Балкарской Республики за весь период своей деятельности вынес 15 постановлений. На содержание суда в бюджете региона за 2015 год предусмотрено 23,8 млн руб..

#### Республика Ингушетия
Конституционный Суд Республики Ингушетия действует на основании статьи 96 Конституции Республики Ингушетия и Закона Республики Ингушетия от 28 декабря 2001 года № 10-РКЗ «О Конституционном Суде Республики Ингушетия». Суд создан Указом Президента Республики Ингушетия от 8 декабря 2009 года № 273 и начал функционировать с 1 января 2010 года.
По состоянию на 31 марта 2020 года Конституционный суд Республики Ингушетия за весь период своей деятельности вынес 25 постановлений и 68 определений. Расходы на содержание суда в 2016 год составили 11,6 млн руб..

#### Республика Карелия
Конституционный суд Республики Карелия действует на основании ст. 68 Конституции Республики Карелия и Закона Республики Карелия от 07.07.2004 г. № 790-ЗРК (ред. от 27.12.2004 г.) «О Конституционном Суде Республики Карелия».
Судьи назначаются на должность Законодательным Собранием Республики Карелия по представлению Главы Республики Карелия первоначально сроком на 3 года, а по истечении этого срока — на неограниченный срок. Изначально состоял из 5 судей, однако с 6 июля 2010 года число судей до трёх.
При суде действует научно-консультативный совет.
По состоянию на 1 марта 2016 года Конституционный суд Республики Карелия за весь период своей деятельности вынес 117 постановлений. На содержание суда в бюджете региона за 2015 год предусмотрено 17,1 млн руб..

#### Республика Коми
Конституционный суд Республики Коми действует на основании ст. 96 Конституции Республики Коми и Закона Республики Коми от 31.10.1994 г. № 7-РЗ (недоступная ссылка) (ред. от 08.05.2007 г.) «О Конституционном Суде Республики Коми».
Судьи избираются Государственным Советом Республики Коми по представлению Главы Республики Коми на неограниченный срок. Состоит из 5 судей.
По состоянию на 1 марта 2016 года Конституционный суд Республики Коми за весь период своей деятельности вынес 103 постановления. На содержание суда в бюджете региона за 2015 год предусмотрено 26,2 млн руб..

#### Республика Марий Эл
Конституционный суд Республики Марий Эл действует на основании ст. 95 Конституции Республики Марий Эл и Закона Республики Марий Эл от 11.03.1997 г. № 14-З (ред. от 21.11.2007 г.) «О Конституционном Суде Республики Марий Эл».
Судьи назначаются на должность Государственным Собранием Республики Марий Эл по представлению Главы Республики Марий Эл сроком на 12 лет. Состоит из 5 судей.
По состоянию на 1 марта 2016 года Конституционный суд Марий Эл за весь период своей деятельности вынес 22 постановления. На содержание суда в бюджете региона за 2015 год предусмотрено 16,5 млн руб..

#### Республика Саха (Якутия)
Конституционный суд Республики Саха (Якутия) действует на основании ст.ст. 87-88 Конституции Республики Саха (Якутия) и Конституционного закона Республики Саха (Якутия) от 15.06.2002 г. № 16-з N 363-II (ред. от 15.06.2005 г.) «О Конституционном суде Республики Саха (Якутия)».
Судьи назначаются на должность Государственным Собранием (Ил Тумэн) Республики Саха (Якутия) по представлению Президента Республики Саха (Якутия) сроком на 15 лет. Предельный возраст пребывания в должности судьи — 70 лет. Состоит из 7 судей.
По состоянию на 1 марта 2016 года Конституционный суд Республики Саха (Якутия) за весь период своей деятельности вынес 132 постановления. На содержание суда в бюджете региона за 2015 год предусмотрено 60,3 млн руб..

#### Республика Северная Осетия — Алания
Конституционный суд Республики Северная Осетия — Алания действует на основании ст. 101.1 Конституции Республики Северная Осетия — Алания) и Конституционного закона Республики Северная Осетия — Алания от 15.06.2001 г. № 17-РЗ (недоступная ссылка) (ред. от 17.01.2006 г.) «О Конституционном суде Республики Северная Осетия — Алания».
Судьи назначаются на должность Парламентом Республики Северная Осетия — Алания по предложению Главы Республики Северная Осетия — Алания сроком на 5 лет. Суд состоит из 5 судей.
По состоянию на 1 марта 2016 года Конституционный суд Республики Северная Осетия — Алания за весь период своей деятельности вынес 41 постановление. На содержание суда в бюджете региона за 2015 год предусмотрено 17,1 млн руб..

#### Республика Татарстан
Конституционный суд Республики Татарстан действует на основании ст.ст. 108—109 Конституции Республики Татарстан и Закона Республики Татарстан от 22.12.1992 г. № 1708-XII (недоступная ссылка) (ред. от 20.03.2008 г.) «О Конституционном суде Республики Татарстан».
Предшественник Конституционного Суда РТ — Комитет конституционного надзора РТ, образованный 15 декабря 1990 г.
Судьи избираются на должность Государственным Советом Республики Татарстан по представлению Президента Республики Татарстан и Председателя Государственного Совета Республики Татарстан (в равном количестве) сроком на 10 лет. Предельный возраст для пребывания в должности судьи 65 лет. Суд состоит из 6 судей.
По состоянию на 1 марта 2016 года Конституционный суд Республики Татарстан за весь период своей деятельности вынес 65 постановлений. На содержание суда за 2015 год в бюджете региона предусмотрено 34,6 млн руб..

#### Чеченская Республика
Конституционный суд Чеченской Республики действует на основании ст. 100 Конституции Чеченской Республики и Конституционного закона Чеченской Республики от 24.05.2006 г. № 2-РКЗ (недоступная ссылка) «О Конституционном суде Чеченской Республики».
Судьи назначаются на должность Советом Республики Парламента Чеченской Республики по представлению Президента Чеченской Республики на неограниченный срок. Предельный возраст пребывания в должности судьи — 70 лет. Суд состоит из 5 судей.
По состоянию на 1 марта 2016 года Конституционный суд Чеченской Республики за весь период своей деятельности вынес 1 постановление. На содержание суда в бюджете региона за 2015 год предусмотрено 35,4 млн руб..

## Упразднённые до 2020 года конституционные (уставные) суды
В нескольких субъектах Российской Федерации конституционные (уставные) суды были созданы, но потом упразднены, либо их деятельность приостановлена по причине экономии бюджетных средств.

### Бурятия
Конституционный суд Республики Бурятия функционировал более 10 лет. В феврале 2012 года его председатель ушёл на пенсию. После этого в течение года суд фактически не работал из-за отсутствия нового председателя, но зарплату судьям платили. В конце апреля 2013 года истекли полномочия двух судей, а конкурс на их должности так и не был объявлен. В итоге в ноябре 2013 года работа Конституционного суда Республики Бурятия была приостановлена до 31 декабря 2016 года. Согласно Закону Республики Бурятия от 09.07.2018 № 3072-V Конституционный суд Республики Бурятия упразднен.
Конституционный суд Республики Бурятия за весь период своей деятельности вынес 44 постановления. На содержание суда в бюджете региона за 2013 год предусмотрено 13,8 млн руб..

### Челябинская область
15 декабря 2011 года депутаты Законодательного собрания Челябинской области утвердили состав новой для региона структуры — Уставного суда. В ходе тайного голосования за каждого из кандидатов три-четыре депутата высказывались против, один-два воздерживались, ещё три испортили бюллетени. Больше всех голосов набрала завкафедрой гражданского права и гражданского процесса ЧелГУ, кандидат юридических наук (к.ю.н.), доцент Елена Титова — 47. Кроме неё и Евгения Еремеева, судьями Уставного суда стали адвокат Андрей Гусенков, к.ю.н., доцент кафедры конституционного, административного и гражданского права ЮУрГУ Олег Камалов, адвокат Елена Оглезнева.
Уставный суд начинает свою деятельность с момента назначения полного состава судейского корпуса. Он призван рассматривать соответствие Уставу области региональных и местных нормативно-правовых актов, не вступивших в силу соглашений о международных и внешнеэкономических связях Южного Урала, действия (бездействие) губернатора. Решения новой структуры могут быть обжалованы только в Конституционном суде России. Открытие суда состоялось 15 октября 2012 года.
Уставный суд Челябинской области за весь период своей деятельности вынес только 4 постановления. Также было вынесено 10 определений об отказе в принятии обращения к рассмотрению, о прекращении производства по делу и разъяснении постановления суда. Обращения в суд поступали от граждан и юридических лиц, а также от Уполномоченного по правам человека в Челябинской области (два обращения).
Содержание суда за 2013 год обошлось бюджету региона в 39 млн руб..
В 2013 году между Уставным судом и властями Челябинской области произошёл конфликт. Уставный суд принял решение об отмене нормы областного закона, которая лишала льготы по транспортному налогу тех лиц, имеющих на неё право, чей автомобиль имеет мощность двигателя более 150 лошадиных сил. Эта норма должна была принести в бюджет 400 млн руб. в виде налога. В ответ в январе 2014 года исполняющий обязанности губернатора региона Борис Дубовский внёс законопроект об упразднении Уставного суда Челябинской области, который был принят областными депутатами на первом в 2014 году заседании сразу в трёх чтениях.. В итоге в соответствии с Законом Челябинской области от 30 января 2014 года № 627-ЗО «Об особенностях регулирования отдельных правоотношений в связи с совершенствованием системы органов государственной власти Челябинской области» с 1 марта 2014 года Уставный суд Челябинской области упразднён. О принятом решении председатель Уставного суда Челябинской области узнал только из СМИ. Примечательно, что за упразднение суда голосовали в январе 2014 года те же депутаты, что два года назад одобрили его создание.

### Республика Тыва
Конституционный суд Республики Тыва действовал на основании ст. 119 Конституции Республики Тыва и Конституционного закона Республики Тыва от 04.01.2003 г. № 1300 ВX-I (ред. от 28.12.2007 г.) «О Конституционном суде Республики Тыва».
Судьи назначались на должность Палатой представителей Верховного Хурала Республики Тыва по представлению Председателя Правительства Республики Тыва сроком на 10 лет. Суд состоял из 5 судей.
По состоянию на 1 марта 2016 года Конституционный суд Республики Тыва за весь период своей деятельности вынес 20 постановлений. На содержание суда за 2015 год в бюджете региона предусмотрено 27,2 млн руб.. Конституционный Закон Республики Тыва от 11 января 2019 года N 30-КЗРТ упразднил Конституционный суд Республики Тыва.

## Отношения с Конституционным судом Российской Федерации
Конституционный суд Российской Федерации имеет право проверить конституционность закона субъекта Российской Федерации, уже рассмотренного конституционным (уставным) судом субъекта Российской Федерации. При этом парламент субъекта Федерации имеет право в случае несогласия с решением конституционного (уставного) суда субъекта Российской Федерации об отмене регионального закона подать запрос в Конституционный суд Российской Федерации. Например, Уставный суд Челябинской области 12 февраля 2013 года признал, что областной закон, предоставляющий льготу по транспортному налогу только гражданам с мощностью двигателя автомобиля до 150 лошадиных сил, противоречит Уставу Челябинской области. Однако Законодательное собрание Челябинской области обратилось в Конституционный суд Российской Федерации о подтверждении конституционности отменённой нормы. Конституционный суд Российской Федерации постановлением от 2 декабря 2013 года признал, что оспариваемая норма не противоречит Конституции Российской Федерации и подлежит применению всеми судами, органами и организациями.
Также Конституционный суд Российской Федерации может отменить решение конституционного (уставного) суда субъекта Российской Федерации. Например, Конституционный суд Республики Ингушетия 30 сентября 2018 года признал несоответствующим Конституции Ингушетии договора о границе между Ингушетией и Чечнёй. По запросу главы Ингушетии Юнус-Бека Евкурова 6 декабря 2018 года Конституционный суд Российской Федерации отменил это решение Конституционного суда Республики Ингушетия.

## Упразднение всех конституционных (уставных) судов субъектов Российской Федерации по закону 2020 года

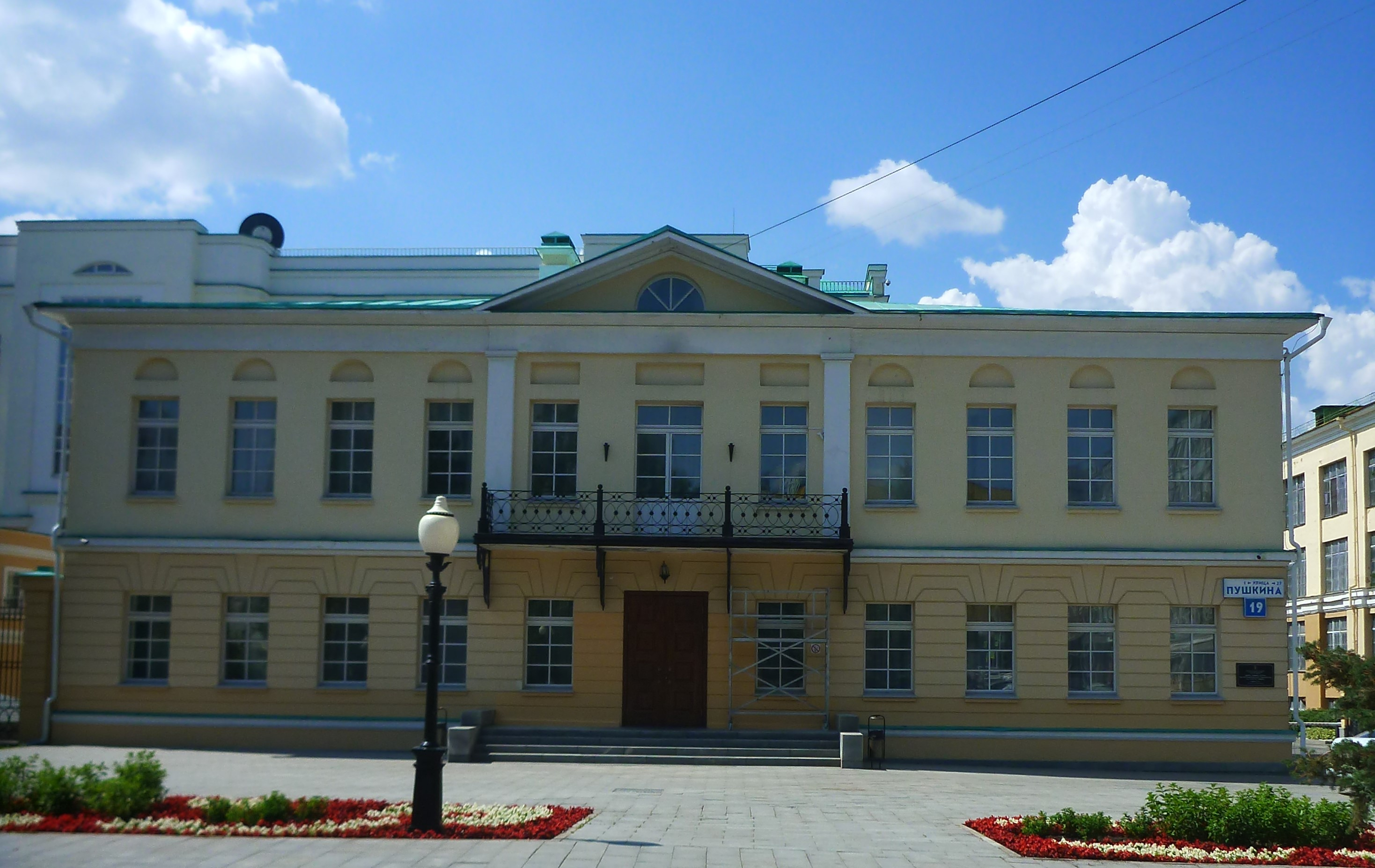
Здание Уставного суда Свердловской области после его упразднения - сняты таблички, 14 июля 2022 года

В 2020 году в Конституцию России были внесены поправки, одна из которых установила перечень судов, которые существуют в России. В этом перечне отсутствовали конституционные (уставные) суды Российской Федерации. В декабре 2020 года президент России Владимир Путин подписал закон, который предписывает упразднить к 1 января 2023 года все конституционные (уставные) суды субъектов Российской Федерации. Этот же закон разрешил властям регионов создавать конституционные (уставные) советы при законодательных (представительных) органах власти субъектов РФ.
После издания данного закона началось упразднение оставшихся конституционных (уставных) судов. В марте 2021 года было объявлено, что Уставный суд Санкт-Петербурга будет упразднён 1 июля 2021 года. После упразднения уставного суда, дела на соответствие уставу Санкт-Петербурга должны рассматривать суды общей юрисдикции. 30 марта 2021 года Уставный суд Санкт-Петербурга вынес последнее судебное решение, после чего 4-м оставшимся судьям были из бюджета (из средств, отпущенных на содержание Уставного суда Санкт-Петербурга) назначены компенсации на общую сумму в 3,5 млн рублей. С 1 июля 2022 года была прекращена деятельность Уставного суда Свердловской области.

## Аналогичные суды за рубежом
В большинстве государств, имеющих федеративное устройство, конституционный контроль осуществляется только на федеральном уровне. Специальные органы конституционного контроля на уровне субъектов федерации созданы в следующих странах:
- Германия (за исключением одной земли [какой?]);
- Аргентина (только провинция Тукуман);
- Швейцария (только кантон Юра).

В США конституционный контроль на уровне штатов возложен на суды штатов, которые рассматривают также другие дела. Такая же ситуация в кантоне Нидвальден (Швейцария), где конституционный контроль на уровне кантона осуществляет Верховный суд кантона. В полукантоне Базель-Ланд конституционный надзор осуществляют административные суды. В остальных кантонах и полукантонах Швейцарии конституционный надзор осуществляется на федеральном уровне.